# ぐんまこどもの国
ぐんまこどもの国（ぐんまこどものくに）は群馬県太田市長手町にある都市公園（総合公園）である。正式名称は群馬県立金山総合公園（ぐんまけんりつかなやまそうごうこうえん）。

## 概要
金山の西のすそ野に位置しており、1979年の国連国際児童年を記念して建設をはじめ、1996年5月までに3期に分け整備された。指定管理者制度に基づき、指定管理者が管理・運営している。
園内にはスペースシアター（プラネタリウム）やパソコンルームを持つ児童会館を併設している。また、有料遊具もいくつかある。

## ぐんまこどもの国児童会館
園内施設にぐんまこどもの国児童会館がある。

### 施設
- 1階
  - サイエンスワンダーランド
  - ハイビジョンシアター
- 2階
  - 多目的シアター
  - スペースシアター（プラネタリウム）
- 3階
  - ビューラウンジ
  - 研修室

## ふれあい工房
木工・陶芸体験教室などが行われている。

## 交通
自動車
- 東北自動車道館林インターチェンジより約45分。
- 東北自動車道佐野藤岡インターチェンジより約45分。
- 北関東自動車道太田桐生インターチェンジより約10分。

鉄道
- 東武桐生線三枚橋駅より徒歩約20分。
- 東武伊勢崎線太田駅より自家用車で約15分。